# Didactiek

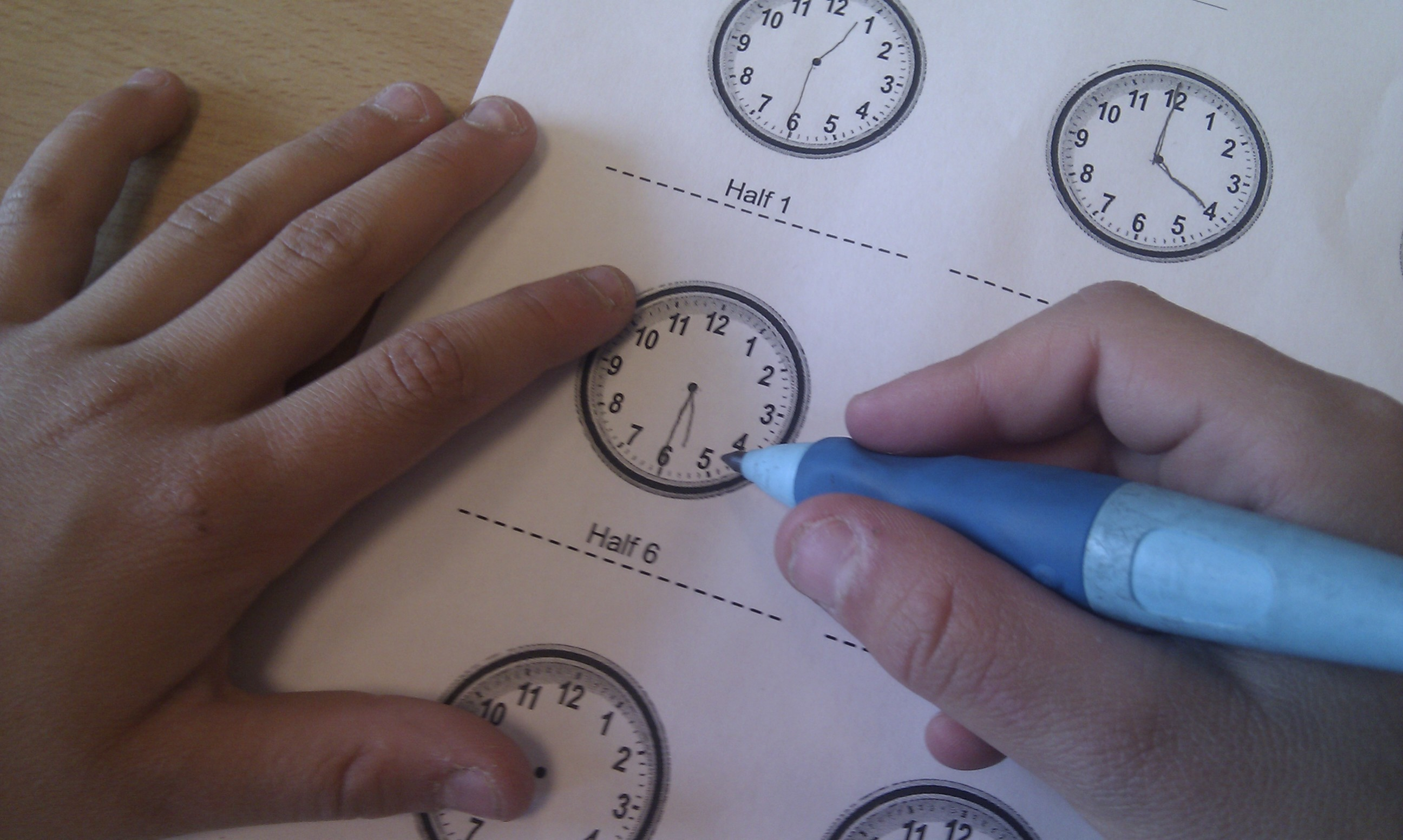
Leren klokkijken is opgebouwd uit verschillende stappen: hier worden de hele en halve uren aangeleerd.

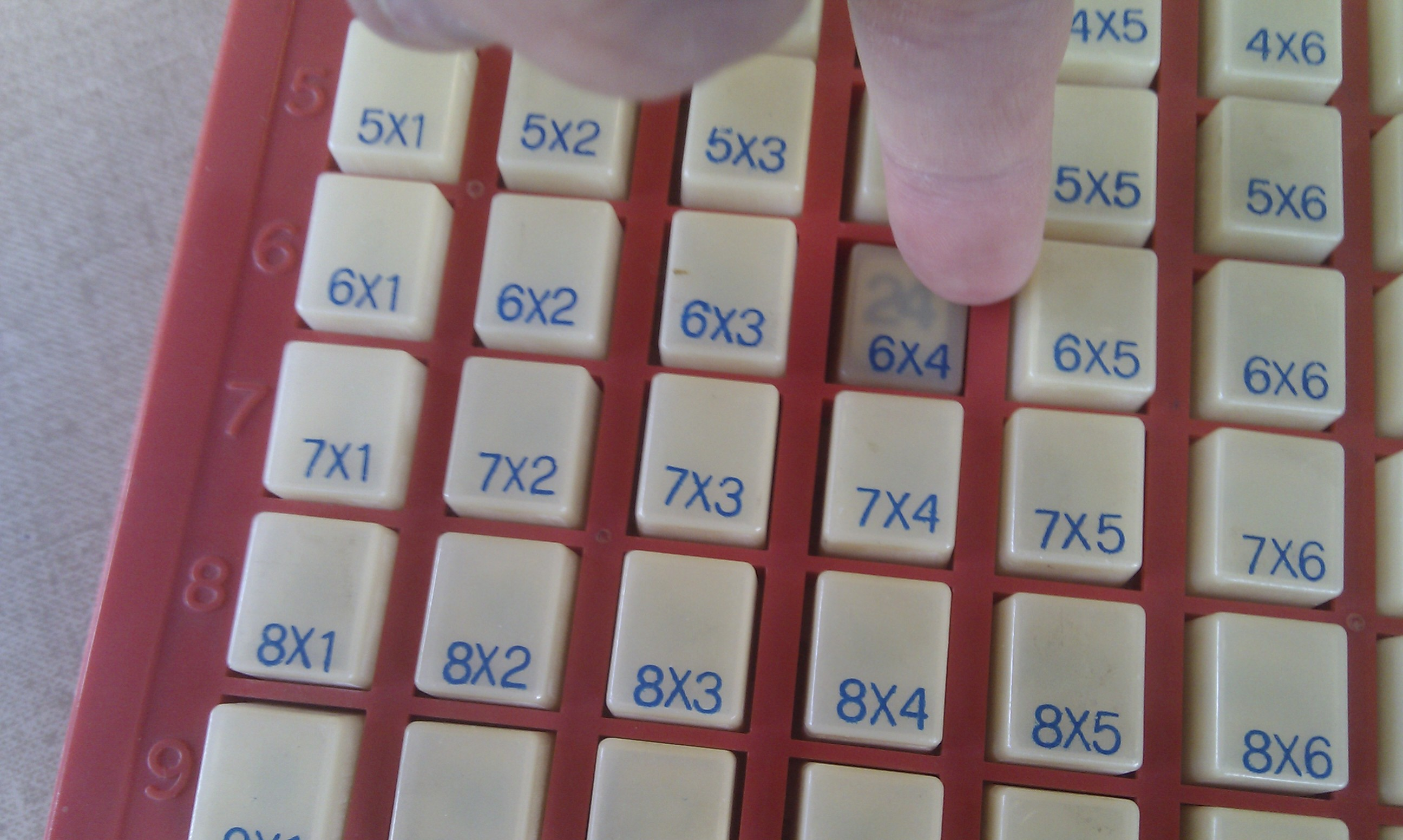
Een didactisch hulpmiddel om de tafels van vermenigvuldiging te leren.

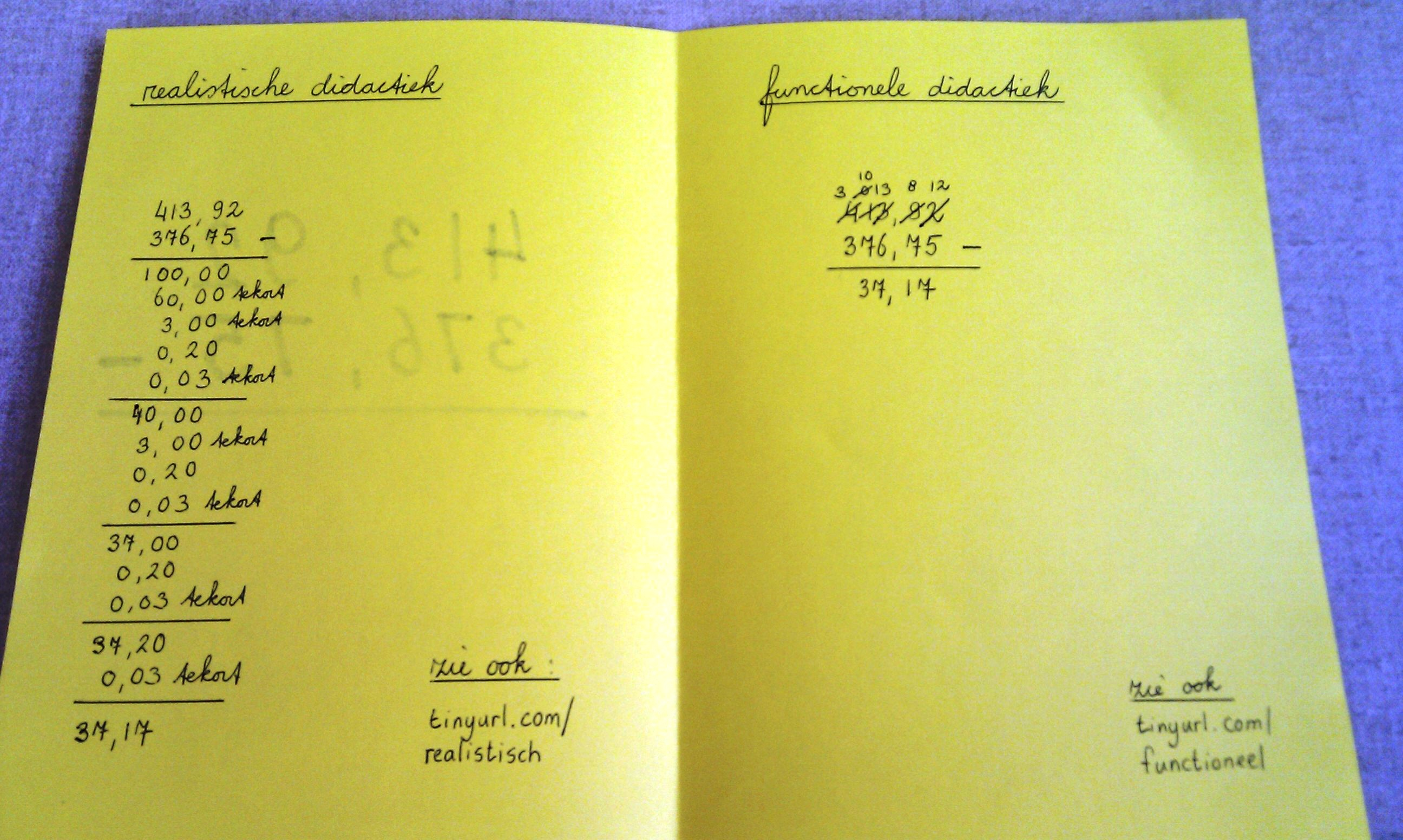
Didactische contraverse.

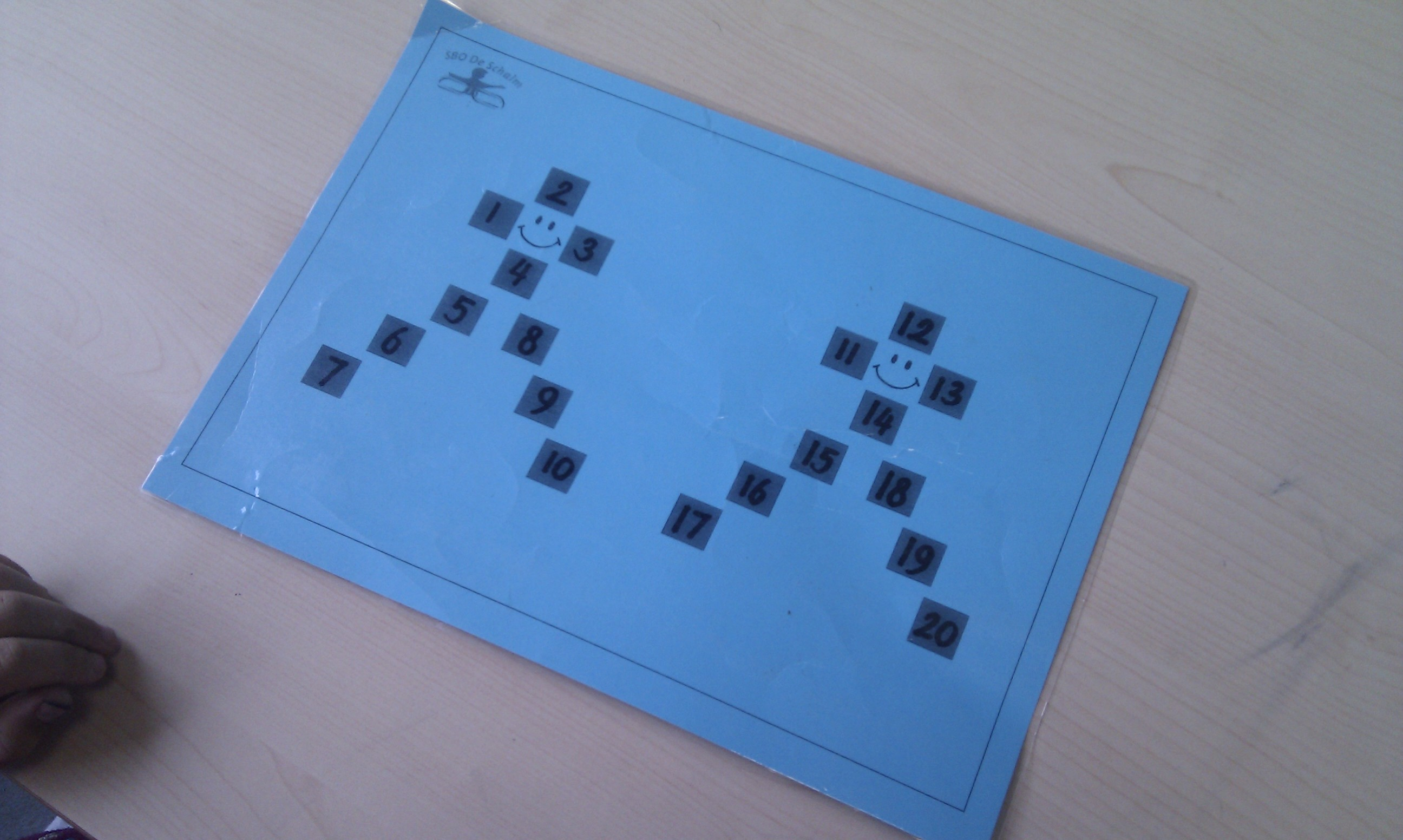
Een bijzondere didactiek bij het leren rekenen: het rekenmannetje van Jos van Erp.

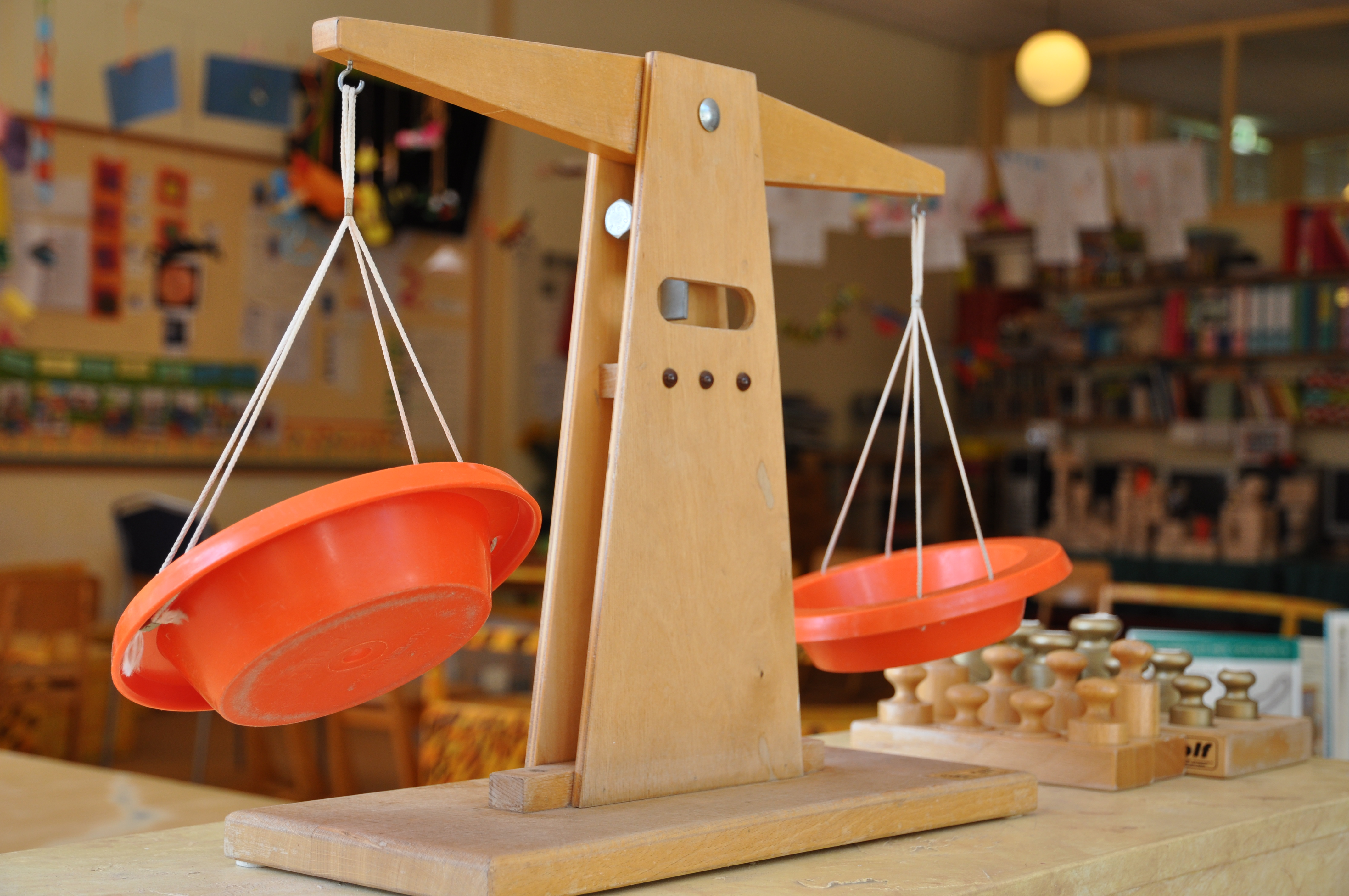
Een bascule om het wegen aan te leren in de rekenles.

Didactiek is de wetenschapsdiscipline die zich bezighoudt met de vraag hoe kennis, vaardigheden en houdingen of attitudes door een leerkracht kunnen worden onderwezen aan leerlingen/studenten. Dit vak komt in elke lerarenopleiding voor, van de hbo-bachelor ten behoeve van het basisonderwijs tot een masteropleiding aan een universiteit.
Tegenover de didactiek (leer van het onderwijzen) staat de mathetiek (leer van het leren). Men maakt onderscheid tussen algemene didactiek en vakdidactiek. Beide zijn theoretisch van aard. 

## Algemene didactiek
Hier bestudeert men de algemene wetmatigheden volgens welke men het best iets aanleert. Ofwel: de invulling van een les (Een inzicht gewonnen in een voorheen onbekend onderwerp.)
- Hoe komt een mens tot leren? (welke factoren zijn nodig om nieuwe informatie op te nemen)
- Hoe wordt het leerproces geëvalueerd? (toetsen, evaluatiegesprekken, zelfevaluatie mogelijk in combinatie met andere feedback-mechanismen)
- Welke middelen kunnen het leerproces ondersteunen en hoe maak je daar het best gebruik van? (welke samenstelling van interactie, cultuur, omgeving, organisatie en media. Met het overkoepelende effect van de mind-set van het individu over het leerproces)

Didactiek steunt vooral op theorie en onderzoek uit de psychologie en pedagogiek. Tevens dient men te kijken bij de invulling van de didactiek naar de verschillende rollen als onderzoeker, ontwerper en uitvoerder van leermethode, waarbij de focus is gericht op de factoren die leren mogelijk maken.

## Vakdidactiek
Hier legt men uit hoe een bepaald vak het best wordt geleerd met vakspecifieke leermiddelen. Ook het begeleiden (het juiste moment, de juiste plaats, de juiste voorbereiding en instructie) van de vakgebonden stage in een opleiding hoort bij de vakdidactiek. 

Voor de verdere ontwikkeling van de vakdidactiek in Nederland zijn er in 2007 een aantal landelijke expertisecentra opgericht zoals het Landelijk Expertisecentrum Economie en Handel en het Landelijk Expertisecentrum Mens-en Maatschappijvakken.

### Voorbeelden
- Een vreemde taal of plastische opvoeding zal bijvoorbeeld anders moeten worden aangeleerd dan bijvoorbeeld aardrijkskunde.
- Hoe kan aan 15-jarigen het best het verschil tussen een serieschakeling en een parallelschakeling in het vak elektrotechniek uitgelegd worden?

## Opleiding
Het bestuderen, verbeteren, actualiseren, vergelijken en evalueren van de didactiek zelf gebeurt zowel door mensen uit de praktijk als door (vaak universitaire) onderzoekers. Zo is onderwijskunde bijvoorbeeld een universitaire studie aan diverse Nederlandse en Vlaamse universiteiten. 
Ook is didactiek een onderdeel op de opleiding tot onderwijsassistent en Sociaal Pedagogisch Werker. Allebei de opleidingen zijn op mbo-niveau.